# Amapá Clube
L'Amapá Clube és un club de futbol brasiler de la ciutat de Macapá a l'estat d'Amapá.

## Història
L'Amapá Clube va ser fundat el 26 de febrer de 1944. En la seva història destaquen 10 campionats estatals guanyats entre 1945 i 1990.

## Palmarès
- Campionat amapaense:
  - 1945, 1950, 1951, 1953, 1973, 1975, 1979, 1987, 1988, 1990

## Estadi
L'Amapá Clube disputa els seus partits a l'Estadi Zerão. L'estadi fou construït el 1990, i té una capacitat per a 10.000 espectadors.